# Landiopsis
Landiopsis es un género monotípico de plantas con flores perteneciente a la familia Rubiaceae. Su única especie, Landiopsis capuronii, es originaria de Madagascar.

## Descripción
Es un arbusto que se encuentra en los bosques de Madagascar en la Provincia de Antsiranana

## Taxonomía
Landiopsis capuronii fue descrita por Jean M. Bosser y publicado en Adansonia, série 3, 20(1): 132–134, f. 1, 2(A–D), en el año 1998.